# Alam-Linda
Alam-Linda (estnisch Alam-Linda; abchasisch Аладахьтәи Линда Aladax't°i Linda; russisch Квемо-Линда Kwjemo-Linda oder Нижняя Линда Nischnjaja Linda; georgisch ქვემო ლინდა) ist ein Dorf in Abchasien in Georgien.
Das Dorf wurde im 19. Jahrhundert von Esten gegründet. Seit 2011 leben dort wahrscheinlich keine Esten mehr.

## Persönlichkeiten
- Ivan Oja (1909–1997), Partei- und Staatsmann der Estnischen SSR[4]
- Mihkel Soovik (1916–1995), estnischer Theologe und Geistlicher[4]